# آئودی تیپ ام
آئودی تیپ ام (انگلیسی: Audi Type M)
یک ماشین سایز بزرگ بود که اولین بار در نمایشگاه برلین در سال ۱۹۲۳ ارائه شد و توسط آئودی بین ۱۹۲۴ تا ۱۹۲۷ تولید شد. آئودی تیپ آر جانشین این خودرو شد.